# NGC 5383
NGC 5383 је спирална галаксија у сазвежђу Ловачки пси која се налази на NGC листи објеката дубоког неба.
Деклинација објекта је + 41° 50' 46" а ректасцензија 13h 57m 4,9s. Привидна величина (магнитуда) објекта NGC 5383 износи 11,5 а фотографска магнитуда 12,3. Налази се на удаљености од 37,8000 милиона парсека од Сунца. NGC 5383 је још познат и под ознакама UGC 8875, MCG 7-29-23, MK 281, IRAS 13550+4205, CGCG 219-33, KUG 1355+420, PGC 49618.